# Kinesisk majna
Kinesisk majna (Acridotheres cristatellus) är en från början asiatisk tätting i familjen starar som även etablerat populationer i olika delar av världen.

## Utseende och läten
Kinesisk majna är en relativt stor (25–27,5 cm), huvudsakligen svart stare med en framåtriktad tofs i pannan. Undre stjärttäckarna har smala vita spetsar. Ögonen är orange och näbben är elfenbensvit med en rosaröd fläck längst in på nedre näbbhalvan. I flykten syns mycket stora vita handbasfläckar på vingen samt smal, vit stjärtspets. Ungfågeln är mycket lik tofsmajnan (Acridotheres grandis), men näbb och ben är ljusare, undre stjärttäckarna mörkare och den vita vingfläcken större. Lätena ska likna brunmajnans.

## Utbredning och systematik
Kinesisk majna delas in i tre underarter med följande utbredning:
- Acridotheres cristatellus cristatellus – förekommer från östra Myanmar till norra Indokina, sydöstra och centrala Kina
- Acridotheres cristatellus brevipennis – förekommer på Hainan i södra Kina
- Acridotheres cristatellus formosanus – förekommer på Taiwan

Förrymda burfåglar har även etablerat populationer i Argentina (Buenos Aires), Japan, Malaysia (Penang), Singapore, norra Filippinerna (kring Manilla) och Portugal. Sedan 1890-talet fanns länge även en etablerad population i Vancouver, Kanada, men denna är numera utdöd. Den har även påträffats tillfälligt i Thailand.

## Levnadssätt
Arten förekommer i öppna områden nära träd, ofta i små grupper. Den lever av frukt, insekter och andra ryggradslösa djur. Fågeln häckar mellan april och augusti, i Taiwan från mars och i Filippinerna i april-maj.

## Status och hot
Arten har ett stort utbredningsområde och en stor population med stabil utveckling som inte tros vara utsatt för något substantiellt hot. Utifrån dessa kriterier kategoriserar internationella naturvårdsunionen IUCN arten som livskraftig (LC). Världspopulationen har inte uppskattats men den beskrivs som vanlig i hela utbredningsområdet.